# Emanuel Messias de Oliveira
Emanuel Messias de Oliveira (* 22. April 1948 in Salinas, Minas Gerais) ist ein brasilianischer Geistlicher und emeritierter römisch-katholischer Bischof von Caratinga.

## Leben
Emanuel Messias de Oliveira empfing am 4. Februar 1976 die Priesterweihe.
Papst Johannes Paul II. ernannte ihn am 14. Januar 1998 zum Bischof von Guanhães. Der Bischof von Governador Valadares, José Gonçalves Heleno, spendete ihm am 19. April desselben Jahres die Bischofsweihe; Mitkonsekratoren waren Hermínio Malzone Hugo, Altbischof von Governador Valadares, und Luciano Pedro Mendes de Almeida SJ, Erzbischof von Mariana. Als Wahlspruch wählte er MINISTERIUM MISERICORDIÆ.
Am 16. Februar 2011 wurde er zum Bischof von Caratinga ernannt und am 20. Mai desselben Jahres in das Amt eingeführt.
Papst Franziskus nahm am 13. Dezember 2023 das altersbedingte Rücktrittsgesuch von Emanuel Messias de Oliveira an.